# Auguste Castille
Auguste Jean Baptiste Castille (ur. 12 maja 1883 w Elbeuf, zm. 17 września 1971 w Sotteville-lès-Rouen) – francuski gimnastyk.
Dwukrotnie startował na igrzyskach olimpijskich: w 1900 i 1908, za każdym razem występując w indywidualnym wieloboju. W Paryżu zajął 35. miejsce z 248 punktami, natomiast w Londynie został sklasyfikowany na 28. miejscu z 220 punktami. W 1909 wziął udział w mistrzostwach świata, na których zdobył złoty medal w wieloboju drużynowym oraz srebrny w indywidualnych ćwiczeniach na poręczach.
Jest bratem Fernanda, który również startował w wieloboju indywidualnym na igrzyskach w 1908.